# Acer glabroides
Acer glabroides é uma espécie de árvore do gênero Acer, pertencente à família Aceraceae.